# Haakon II da Noruega
Haakon II Sigurdsson, chamado de Herdebrei ou Ombros-largos (em norueguês, Håkon Herdebrei; em nórdico antigo, Hákon Herdebrei) (c. 1147 - 1162) foi rei da Noruega de 1159 a 1162.

## Biografia
Era filho ilegítimo do rei Sigurdo Haraldsson e de uma mulher chamada Thora. Seu apelido, Herdebrei, significa ombros largos. Em 1157 ele foi nomeado herdeiro de seu tio Eystein II, que tinha sido rei da Noruega, juntamente com seus irmãos Ingo Haraldsson e Sigurd Munn. Ingo tornou-se o único governante da Noruega após a morte de Sigurd e Eystein Munn.
Os antigos partidários de Sigurd Munn e Eystein II uniram-se em torno de Haakon, renovando a luta contra Ingo sob a liderança de Sigurd Håvardsson de Hedmark. Em 3 de fevereiro de 1161, o rei Ingo I foi derrotado e morto enquanto liderava seus homens para a batalha contra Haakon II, perto de Oslo, depois de muitos de seus homens, liderados por seu vassalo Godred II Olafsson, desertarem para o lado de Haakon.
Em 7 de julho de 1162, o rei Haakon II foi morto na Batalha de Sekken não muito longe da cidade de Veøya em Romsdalen. Depois da queda de Ingo, seus apoiadores se reuniram atrás do lendmann Erling Skakke e seu filho, Magnus Erlingsson. Haakon II foi sucedido como rei da Noruega pelo rei Magno V, um neto de Sigurdo, o Cruzado.

## Hákonar saga herðibreiðsemHeimskringla
Hákonar saga herðibreiðs é um dos relatos da Heimskringla de Snorri Sturluson sobre os reis noruegueses. A saga é uma continuação lógica da Haraldssona saga porque são os homens de Haakon quem se enfrentam e matam a Ingo. Erling Skakke mata por sua vez a Haakon em vingança pela morte de Ingo, mas impõe seu filho Magnus como rei da Noruega.